# 12624 Mariacunitia
12624 Mariacunitia è un asteroide della fascia principale. Scoperto nel 1960, presenta un'orbita caratterizzata da un semiasse maggiore pari a 2,3037634 UA e da un'eccentricità di 0,1428352, inclinata di 4,39461° rispetto all'eclittica. Prende il nome dall'astronoma slesiana Maria Cunitz.